# Oleg Kałagow
Oleg Tauzbekowicz Kałagow (ros. Олег Таузбекович Каллагов, uzb. Oleg Tauzbekovich Kallagov; ur. 15 maja 1981) – rosyjski i od 2005 roku uzbecki zapaśnik walczący w stylu wolnym. Zajął piętnaste miejsce na mistrzostwach świata w 2005. Wicemistrz igrzysk azjatyckich w 2006. Piąty na mistrzostwach Azji w 2006 i 2008. Piąty w Pucharze Świata w 2007; szósty w 2003; siódmy w 2010 i trzeci w drużynie w 2008. Mistrz Europy juniorów w 1999 i 2000 i mistrz świata w 2000 roku.